# Semi-hollow body

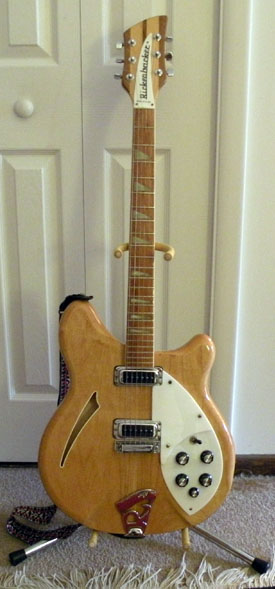
Rickenbacker 360 - gitara typu semi-hollow body.

Semi Hollow Body - typ budowy gitary elektryczno-akustycznej charakteryzujący się cienkim pudłem rezonansowym lub litym drewnianym z komorami rezonansowymi (tzw. półpudło).